# Abronia vasconcelosii
Espèce
Synonymes
- Gerrhonotus vasconcelosii Bocourt, 1871

Statut de conservation UICN

 VU B1ab(iii) : Vulnérable
Abronia vasconcelosii est une espèce de sauriens de la famille des Anguidae.

## Répartition
Cette espèce est endémique du Guatemala. Elle se rencontre entre 2 000 et 2 200 m d'altitude.

## Description
L'holotype de Abronia vasconcelosii mesure 145 mm dont 91 mm pour la queue. Son dos est vert pomme. Son cou et son tronc sont ornés de neuf larges bandes noirâtres en forme de chevrons. Sa queue est rayée d'une quinzaine de demi-anneaux de la même couleur. Sa face ventrale est jaune verdâtre teintée de noir au niveau de la gorge. Sa tête, plate et allongée avec un museau pointu, est tachetée de noir.

## Étymologie
Son nom d'espèce lui a été donné en l'honneur de M. Vasconcelos, un agriculteur et scientifique originaire du village d'Argueta où a été trouvé le spécimen décrit.

## Publication originale
- Bocourt, 1872 "1871" : Description de quelques Gerronotes nouveaux provenant du Mexique et de l’Afrique Centrale. Nouvelles Archives du Muséum d'Histoire Naturelle de Paris, vol. 7, no 4, p. 101-108 (texte intégral).